# MC Hawking
Ken Leavitt-Lawrence, conocido como MC Hawking, es un artista de Nerdcore Hip Hop que parodia el gangsta rap y al físico teórico Stephen W. Hawking. MC Hawking ganó cierta popularidad a principio de la década de 2000, sobre todo debido a la capacidad de radiodifusión de su música en Internet. Cada uno de sus raps están sintetizados por el ya obsoleto programa de síntesis de voz WillowTalk. Las canciones fueron originariamente grabadas en formato mp3, pero debido a la popularidad de su página web, MC Hawking consiguió un contrato de grabación con Brash Music para lanzar al mercado un disco de "grandes éxitos".

## Trasfondo
Todo el trabajo de MC Hawking, y su perfil como rapero ha sido desarrollado por el webmaster norteamericano Ken Leavitt-Lawrence. La página web oficial de MC Hawking (creada y mantenida por Ken Levitt-Lawrence) está hecha de tal forma que parezca una página de fans de MC Hawking. En www.mchawking.com se puede leer: "Mientras que hay montones de otras páginas en Internet dedicadas a los logros científicos de Stephen Hawking, no conozco ni una sola (aparte de esta) que esté dedicada a su carrera como terrorista lírico."
Las letras son una mezcla de temas del gansta rap, de ciencia y citas de Stephen Hawking (como la famosa "Cuando oigo hablar de ese gato, empiezo a sacar mi pistola"). Stephen Hawking ha llegado a decir que se siente "halagado, como si esa música fuese una versión moderna de la comedia de guiñoles Spitting Image. En la parte interior de la caja del álbum A Brief History of Rhyme, Levitt-Lawrence agradece a Stephen Hawking "por habérselo tomado como la broma que era". Entre los temas de los que tratan sus canciones, se encuentran algunos científicos, las relaciones de Hawking con rivales del MIT, aparte de los típicos del gansta rap, como la violencia callejera y las drogas.
El ritmo y música de MC Hawking es proporcionado por DJ Doomsday. La mayoría de los ritmos de las canciones de MC Hawking son líneas musicales clásicas del hip-hop o simplemente tomadas de bibliotecas musicales libres de derechos y copyright.
También se ha relacionado con el grupo de heavy metal Dark Matter (una parodia de "Body Count" de Ice T), con los cuales ha tocado canciones como "Why Won't Jesse Helms Just Hurry Up and Die" ("Por qué Jesse Helms no se dará prisa en morirse"), "UFT for the MC" (una parodia de la canción de los Sex Pistols, "Anarchy in the U.K.") y "The Big Bizang" (una parodia de la canción "Bawitdaba", de Kid Rock). Ocasionalmente, ha participado como concursante en el Song Fight!
Sus "grandes éxitos" están titulados "A Brief History of Rhyme: MC Hawking's Greatest Hits" ("Breve Historia de la Rima: Grandes Éxitos de MC Hawking"), una parodia del libro de Hawking, Breve Historia del Tiempo. Incluía muchas canciones que estaban disponibles en la página web oficial, además de nuevo material (cuatro canciones y tres interludios de una entrevista de radio ficticia).

## Discografía
- A Brief History of Rhyme: MC Hawking's Greatest Hits (2004)
  1. "The Hawkman Cometh"
  2. "The Dozens"
  3. "Big Bizang"
  4. "Excerpt from a Radio Interview (Pt. 1)"
  5. "Entropy"
  6. "The Mighty Stephen Hawking"
  7. "Crazy as Fuck"
  8. "Bitchslap (With MC Frontalot)"
  9. "Excerpt from a Radio Interview (Pt. 2)"
  10. "Fuck the Creationists"
  11. "E=MC Hawking"
  12. "All My Shootings Be Drivebys"
  13. "UFT For The MC"
  14. "Excerpt from a Radio Interview (Pt. 3)"
  15. "What We Need More of Is Science"
  16. "GTA3"

- Canciones lanzadas solo en formato MP3
  - "Led Zeppelin Medley" (No disponible)
  - "QuakeMaster"
  - "Why Won't Jesse Helms Just Hurry Up and Die?"
  - "Rock Out with Your Hawk Out" (appears on Rhyme Torrents Vol. 1 )

- Apariciones

- "The God Who Wasn't There" - The God Who Wasn't There, en la banda sonora
- "Nerdcore Rising" - MC Frontalot - Nerdcore Rising